# Dendrobium cyrtosepalum
Dendrobium cyrtosepalum är en orkidéart som beskrevs av Rudolf Schlechter. Dendrobium cyrtosepalum ingår i släktet Dendrobium, och familjen orkidéer. Inga underarter finns listade i Catalogue of Life.